# Moviment de Resistència Nòrdic

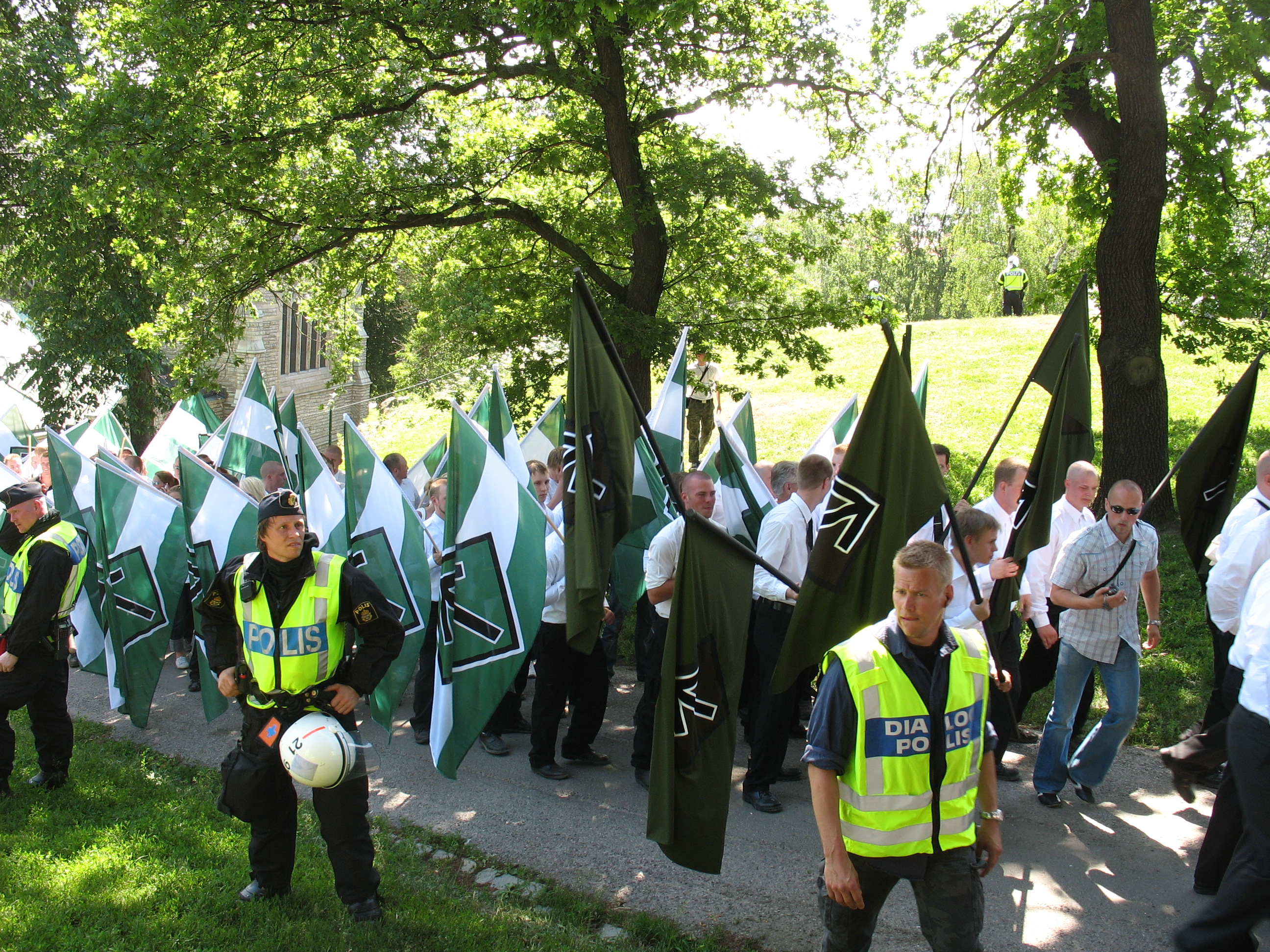
La marxa dels moviments de resistència en el dia nacional de Suècia, 2007

El Moviment de Resistència Nòrdic (en suec: Nordiska motståndsrörelsen; NMR, en finès: Pohjoismainen vastarintaliike; PVL, en noruec: Nordiske motstandsbevegelsen; NMB) és una organització neonazi amb presència al nord d'Europa, configurada a Suècia com a partit polític, que planteja l'establiment mitjançant una revolució d'una república nacional socialista a Europa del Nord que inclogui Suècia, Finlàndia, Noruega, Dinamarca i Islàndia i possiblement els països bàltics també.
Actualment l'organització té quatre sucursals, són la de Suècia (Svenska motståndsrörelsen), la de Noruega (Norske motstandsbevegelsen), la de Finlàndia (Suomen vastarintaliike) i la de Dinamarca (Danske Modstandsbevægels). En una emissió de la ràdio Nordfront es va parlar també sobre la possibilitat de l'aparició d'una ala islandesa de l'organització. Diversos membres de la sucursal sueca (SMR) han estat empresonats per cometre diferents crims.
L'organització es basa en una jerarquia i disciplina estricta. El fundador de l'organització, Klas Lund, a més, és conegut per la seva estada a la presó per ser còmplice en l'assassinat d'un adolescent el 1986.Actualment el líder de l'organització és Simon Lindberg, després segueix el consell directiu que està compost per Emil Hagberg, representant internacional i coordinador de les principals cèl·lules regionals; Fredrik Vejdeland, gerent de campanya i redactor en cap del diari en línia Nordfront; i Pär Öberg, líder del partit polític creat en el marc de l'organització.
L'octubre de 2014, van anunciar que la sucursal de Suècia crearia un partit polític. Partit que representaria “l'ala parlamentària” de l'organització. El seu líder seria Pär Öberg, i es presentarien 5 de setembre de 2015.

## Relacions internacionals
El Moviment de Resistència Nòrdic manté relacions amigables amb una sèrie de partits nacionalistes d'Europa. Per exemple, en el febrer de 2012, el membre del Moviment de Resistència Suec, Nicklas Frost, va prendre part en la marxa del Front Nacional Hongarès. El febrer de 2015, membres del MRN van prendre part en la marxa en memòria de Hristo Lukov a Bulgària. I el març de 2015, dos membres del MRN van ser convidats a Sant Petersburg per participar en el Fòrum Conservador Internacional.

## Resultats electorals

### Eleccions legislatives (Riksdag)
| Any  | Vots  | %          | Escons  | +/− | Govern            |
| ---- | ----- | ---------- | ------- | --- | ----------------- |
| 2018 | 2,106 | 0.03 (#18) | 0 / 349 | Nou | Extraparlamentari |
| 2022 | 847   | 0.01 (#23) | 0 / 349 | =   | Extraparlamentari |

### Parlament Europeu
| Any  | Vots | %          | Escons | +/- |
| ---- | ---- | ---------- | ------ | --- |
| 2019 | 644  | 0.00 (#34) | 0 / 20 | Nou |